# Río Guares
El río Guares, Tisuerra o Trisuerra es una corriente de agua permanente de la Hermandad de Campoo de Suso, en Cantabria, principal afluente del Híjar, y por consiguiente, el primer afluente de consideración por la izquierda del Ebro (el Híjar cambia su nombre en Fontibre por el de Ebro).
Se forma por la unión de varios torrentes en las cuencas glaciares de Las Pozas y de La Horcada, en la ladera sur del Cueto de la Horcada (sierra del Cordel). Tras los primeros 2000 metros de recorrido, recibe las aguas del barranco de Cuenca Gen, su principal afluente.
Su cuenca de cabecera fue la del mismo río Híjar hasta que por efecto del glaciarismo, ambos valles quedaron separados por la loma del Brañizo y Juan Fría. Las cuencas de los dos cursos citados vienen a juntarse definitivamente en Riaño. Los restos de esta actividad glaciar se manifiestan claramente en las morrenas laterales por entre las que baja el río, formando cascadas y pozos como el de La Ureña.
Poco antes de llegar al término de Abiada, bordea por el sur a modo de foso, las paredes de Los Castros, donde se han encontrado restos de la Edad del Hierro que indican la existencia en este lugar de un castro defensivo. Cerca de su desembocadura con el Híjar existieron molinos harineros, ahora en ruinas o desaparecidos.